# NGC 3182
NGC 3182 é uma galáxia espiral (Sa) localizada na direcção da constelação de Ursa Major. Possui uma declinação de +58° 12' 22" e uma ascensão recta de 10 horas, 19 minutos e 33,0 segundos.
A galáxia NGC 3182 foi descoberta em 8 de Abril de 1793 por William Herschel.